# Jump Up!
Jump Up! es el título del 16°. álbum de estudio grabado y realizado por el cantautor y músico inglés Elton John, publicado en 1982 por The Rocket Record Company, excepto en los Estados Unidos y Canadá, donde fue editado por el sello Geffen Records. Este trabajo incluye, entre otras, canciones como «Blue Eyes» y «Empty Garden (Hey Hey Johnny)», un tributo a John Lennon.

## Historia
El álbum incluye "Empty Garden (Hey Hey Johnny)", un tributo a John Lennon (quien también había firmado con Geffen para el lanzamiento de Double Fantasy, que ahora es propiedad de EMI). Este es uno de los primeros LP que muestra a John cantando con una voz más profunda, como se puede escuchar en canciones como "Blue Eyes", "Princess", "Ball and Chain" y "Spiteful Child". "Legal Boys" fue escrita por John y Tim Rice, quienes luego escribieron la letra de The Lion King y The Road to El Dorado. Este es el último álbum de estudio en el que James Newton Howard tocaba teclados (aunque volvería a tocar teclados con John en la banda sonora de Gnomeo & Juliet casi 30 años después).
En un especial de radio de Sirius de 2010, el letrista de John, Bernie Taupin, hablando de Jump Up!, dijo que era "uno de nuestros peores álbumes". Agregó: "Es un álbum terrible, horrible y desechable, pero tenía 'Empty Garden', así que vale la pena por esa canción". En los Estados Unidos, fue certificado oro por la RIAA en noviembre de 1982. La portada interior del álbum muestra al amigo de toda la vida de John, Vance Buck, y al hijo de Gary Osborne, Luke, de 5 años.
Desde 1982, solo "Empty Garden" y "Blue Eyes" se han presentado en vivo en concierto.

## Lista de canciones
Todas las canciones de Elton John y Bernie Taupin, excepto cuando se indique.
Lado A
1. "Dear John" – 3:30 (Elton John, Gary Osborne)
2. "Spiteful Child" – 4:17
3. "Ball and Chain" – 3:27 (John, Osborne)
4. "Legal Boys" – 3:10 (John, Tim Rice)
5. "I Am Your Robot"  – 4:46
6. "Blue Eyes" – 3:26 (John, Osborne)

Lado B
1. "Empty Garden (Hey Hey Johnny)" – 5:11
2. "Princess" – 5:00 (John, Osborne)
3. "Where Have All the Good Times Gone"  – 4:02
4. "All Quiet on the Western Front" – 6:01

## Certificaciones
| Región                                    | Certificado | Unidades/ventas |
| ----------------------------------------- | ----------- | --------------- |
| Australian Recording Industry Association | Platino     | 50.000          |
| Recorded Music NZ                         | Platino     | 15.000          |
| British Phonographic Industry             | Plata       | 60.000          |
| Recording Industry Association of America | Oro         | 500.000         |